# Val van de Ming-dynastie
De Val van de Ming-dynastie was een roerige periode in de Chinese geschiedenis die verschillende opeenvolgende gewapende conflicten omvatte, lopend van 1618 tot 1683. Deze conflicten hebben vermoedelijk rond de 25 miljoen slachtoffers gekost. In deze periode werd de regerende Ming-dynastie van de troon gestoten om te worden vervangen door de Qing-dynastie. Deze dynastie zou de laatste van China zijn.

## De opkomst van de Qing
De Qing-dynastie was van Mantsjoe- of Jurchen-oorsprong en verwant aan de Jurchen-dynastie, die Noord-China tussen 1115 en 1234 had geregeerd. In de periode 1583-1618 verenigde een Jurchen-stamhoofd, Nurhaci, de Jurchen-stammen in een sterk staatkundig verband. In 1616 liet hij zich tot khan van de Jin-dynastie benoemen. Deze wordt overigens met Latere Jin aangeduid om verwarring met de "vroegere" Jin te voorkomen. Mukden werd gekozen tot hoofdstad. In 1618 stelde Nurhaci een klaagschrift op met zeven grieven, gericht aan de Ming-dynastie. Dit was feitelijk een voorwendsel om de oorlog aan te gaan. Nurhaci behaalde verschillende overwinningen op de Ming, de Mongolen en de laatste rivaliserende Jurchenclans. Op 30 september 1626 overleed Nurhaci aan een oorlogsverwonding en werd door Hong Taiji opgevolgd.
Hong Taiji volgde Nurhaci op en zette diens politiek voort. Hong Taiji voerde oorlog met onder andere Korea, de Mongolen en de Ming, en consolideerde zijn militaire macht. Aanvankelijk was het zijn bedoeling om een overeenkomst met de Ming te sluiten waarbij de Ming schatting zouden betalen. De Qing zouden in ruil daarvoor niet alleen hun aanvallen staken, maar ook de superioriteit van de Ming erkennen. De Ming herinnerden zich echter maar al te goed hoe nadelig voor China een soortgelijke deal met de Jurchen 500 jaar eerder was afgelopen en weigerden.
In 1636 hernoemde Hong Taiji zijn dynastie tot Qing. Qing en Ming betekenen beiden immers helder, maar qing staat voor de helderheid in water terwijl ming met vuur geassocieerd is. En aangezien water vuur kan blussen, zal de uitdaging de Ming niet zijn ontgaan. Om China te kunnen beheersen hervormde hij zijn ambtenarenapparaat en verminderde de discriminatie van Han-Chinezen in zijn rijk. Ook dwong hij in 1637 de Koreanen via een veldtocht tribuut aan de Qing te betalen in plaats van aan de Ming. Op 21 september 1643 overleed Hong Taiji.

## Binnenlandse opstanden
Intussen had de Ming-dynastie eigen problemen. De corruptie en inhaligheid van de 70.000 eunuchen die allerlei functies bekleden in de hoofdstad en in de provincie, zouden het land naar de ondergang leiden. Het land werd geteisterd door natuurrampen en hongersnood. De Spanjaarden op de Filipijnen sloten bovendien met de Japanners de zilvertoevoer naar China af wat inflatie veroorzaakte en de economie verder en verder ontwrichtte. De laatste Mingkeizer, Chongzhen, regeerde van 1627 tot 1644, en zag zijn land verder en verder in chaos wegzakken. Hij hield zich vooral bezig met het bestrijden van de Qing, die in deze periode steeds luider op China's deur kloppen. Generaal Yuan Chonghuan wist de Qing enige rake nederlagen toe te brengen maar werd op bevel van de keizer in 1630 geëxecuteerd.
Rond deze tijd begon ook het volk te morren en in opstand te komen. Een van de bekendste rebellenleiders was Li Zicheng, wiens rebellenleger in de periode 1630-1644 grote delen van Midden-China beheerste. In de loop der tijd sloten steeds meer rebellen zich bij hem aan tot hij een bedreiging voor de keizer begon te vormen. In 1643 nam Li Zicheng Xi'an in.
Begin 1644 was de positie van Chongzhen precair. Het Hemels Mandaat werd vervallen verklaard en Peking werd van twee kanten bedreigd. Door Yuan Chonghuan te laten doden had de keizer zijn laatste bekwame generaal verloren en door niet of onvoldoende te reageren op klachten van het volk had hij ook de sympathie van het volk verloren. Toen op 25 april 1644 het bericht dat Li Zichengs rebellen tot de buitenwijken van Peking waren doorgedrongen de Verboden Stad bereikte, pleegde Chongzhen zelfmoord.

## De Grote Shun
Eind april 1644, toen Li Zicheng Peking innam, werd de Shanhaiguan bezet door een leger onder generaal Wu Sangui. Wu bezette een sleutelpositie want Shanhaiguan was in de wijde omtrek de enige plaats waar een groot leger de Chinese Muur kon passeren. Wu wilde zich aanvankelijk bij de rebellen aansluiten maar bedacht zich, wellicht uit persoonlijke wraakmotieven jegens Li Zicheng. Li rukte met 100.000 man op naar Wu maar werd door zowel Wu's leger als door Qing-ruiters onder Dorgon aangevallen. Wu Sangui had het met de Qing op een akkoordje gegooid en rukte nu samen met de Qing op naar Peking.
Li Zicheng probeerde zich nu haastig tot keizer van zijn eigen dynastie, de Grote Shun, te kronen. Zijn leger kon echter niet op tegen de overmacht en op 27 mei 1644 werd hij beslissend verslagen door de Qing. Shunzhi, de zoon van Hong Taiji, besteeg datzelfde jaar nog de troon als eerste Qing-keizer van heel China. De rebellen werden steeds verder teruggedreven. Hoewel China nog lang niet gepacificeerd was wordt dit als het begin van de Qing-dynastie gezien door velen.

## De Zuidelijke Ming
In Zuid-China hielden na de inname van Peking nog verschillende keizerlijke familieleden met hun aangang stand. Zij werden ook wel aangeduid als de Zuidelijke Ming. Deze pretendenten hielden echter niet lang stand. Hun gebieden werden stuk voor stuk veroverd. Zhu Youlang zou het langste standhouden als Yongli-keizer te Kanton. Pas in 1662 werd zijn gebied veroverd door de Qing.
Ook van belang was een anti-Qing opstand in Fujian. Een eerste opstand onder pretendent Zhu Yujian werd neergeslagen, maar een daaropvolgende opstand hield tot 1881 stand. Zheng Zhilong was een van de leiders in deze opstanden, zijn zoon Zheng Chenggong zou in 1661 Fort Zeelandia (Taiwan) belegeren en met naar schatting 30.000 gevluchte Chinezen Nederlands Formosa bezetten.

## Opstand van de Drie Leengoederen
Wu Sangui bleek inmiddels een eigen agenda te volgen. Hij werd benoemd tot onderkoning en bouwde in Yunnan in het zuidwesten een enorme strijdmacht op. De Qing leunden zwaar op hem en lieten hem zijn gang gaan. Shang Kexi in Guangdong en Geng Jingzhong in Fujian waren eveneens in dienst van de Qing vrijwel onafhankelijk geworden. De Kangxi-keizer zag deze ontwikkeling als bedreigend maar deed vooralsnog nog weinig tot Wu Sangui in 1673-1674 tot openlijke vijandigheid overging. Tegelijkertijd organiseerde Zhu San Taizi een pro-Mingopstand in Peking. Kangxi ging over tot een pacificatieprogramma. De drie generaals (Wu Sangui, Sang Kexi en Geng Jinzhong) werden aangeduid als de Drie Leenvorsten, en hun opstand de Opstand van de Drie Leengoederen. Wu Sangui riep zichzelf in 1678 uit tot keizer van China en noemde zijn dynastie de Zhou-dynastie.
Wu Sangui wist de Qing echter een aantal zware klappen toe te brengen en veroverde het grootste deel van China ten zuiden van de Jiangtsekiang. Generaal Wang Fuchen zegde hierop eveneens zijn loyaliteit aan de Qing op en begon een rebellie in Gansu. Alsof deze beproeving nog niet zwaar genoeg was voor de prille Qing-dynastie, kwam de Mongoolse leider Burni in Mandsjoerije in opstand en viel de oude Qing-hoofdstad Mukden aan. Deze bedreiging kreeg prioriteit en werd neergeslagen, terwijl de Qing in het zuiden meer en meer terrein verloren.
De strijd kwam tot een keerpunt door een gebrek aan centrale coördinatie en samenwerking bij de rebellen. Wang Fuchen verklaarde zich ineens weer loyaal aan de Qing waardoor extra troepen vrijkwamen. Geng Jingzhong gaf zich over in Guangdong, gevolgd door Shang Zhixin in 1677. Wu liet Sun Yanling vermoorden uit angst dat hij zich eveneens wilde overgeven. Tegen 1678 waren Zheng Jing (de zoon van Zheng Chenggong), en Wu Sangui zelf de enige bedreigingen voor de Qing. Dat jaar stierf Wu Sangui door ouderdom en pleegde zijn kleinzoon Wu Shifan zelfmoord in Yunnan. De Qing hadden nu het grootste deel van het Chinese vasteland gepacifeerd.

## De verovering van Taiwan
Zheng Zhilong was de belangrijkste leider van de pro-Ming opstand in Zuidoost-China, die in 1645 zelfs Nanjing wist te veroveren. In 1649 liep hij echter over naar de Qing en zijn zoon Zheng Chenggong, ook bekend als Koxinga, volgde hem op. Koxinga hield de strijd nog geruime tijd vol maar kon niet tegen de overmacht op. Na een mislukte poging in 1659 om Nanjing opnieuw te bezetten besloot Koxinga uit te wijken naar Taiwan. Dit eiland werd op dat moment bezet door de Nederlandse Vereenigde Oostindische Compagnie, maar hun kleine garnizoen kon niet tegen de twintigvoudige overmacht op. In 1661 viel Koxinga het Nederlandse Taiwan aan en hetzelfde jaar moest de VOC afstand doen van het eiland.
Zheng Zhilong, Koxinga's vader, ontving een forse beloning in ruil voor diens overlopen, in de vorm van financiële middelen en een hoge post. Vanwege het voortdurende verzet van zijn zoon werd hij echter in 1661 alsnog door de Qing gevangengezet en geëxecuteerd.
Koxinga stichtte op het eiland het koninkrijk Dongning (東寧王國). Dit koninkrijk, waarvan achtereenvolgens Koxinga, diens zoon en diens kleinzoon koning zouden zijn, was in feite een pro-Ming rijk en kan worden gezien als het laatste Zuidelijke Ming-regime. Het onderhield weliswaar diplomatieke betrekkingen met de Qing, maar voerde ook invasies uit op het vasteland, met name in Fujian. De bedoeling was dat eens vanuit hier de Mingdynastie zou worden hersteld, een situatie die doet denken aan het hedendaagse Taiwan, dat eveneens een restant van een verdreven regime is.
Zheng Jing volgde zijn vader Koxinga op nadat deze in 1662 aan malaria was overleden. Onder Zheng Jings regering (1662-82) werd een invasie in Fujian uitgevoerd, gebruikmakend van de zwakte van de Qing tijdens de Opstand der drie Verbondenen. Uiteindelijk herpakten de Qing zich, en werd Zheng Jing teruggedreven op het eiland. Ook de kleinere eilanden in de Straat van Taiwan gingen uiteindelijk verloren. Zheng Keshuang, diens zoon, volgde hem op 12-jarige leeftijd op. In 1683 veroverden de Qing, geholpen door de Nederlanders, het eiland, en lijfden het in 1695 bij hun keizerrijk in.